# Danau Lamo
Danau Lamo is een bestuurslaag in het regentschap Muaro Jambi van de provincie Jambi, Indonesië. Danau Lamo telt 1203 inwoners (volkstelling 2010).